# Eduard Vorganov
Edouard Alekseïevitch Vorganov (en russe : Эдуард Алексеевич Ворганов ; en anglais : Eduard Vorganov), né le 7 décembre 1982 à Voronej, est un coureur cycliste russe.

## Biographie
Vainqueur en 2004 du Mémorial Oleg Dyachenko et du Circuit des Ardennes, Eduard Vorganov passe professionnel en 2005 dans l'équipe Omnibike Dynamo Moscou. Il y remporte les Cinq anneaux de Moscou. En 2007, il rejoint la formation espagnole Karpin Galicia. Il participe au Tour d'Espagne en 2007 et Tour d'Espagne 2008, ainsi qu'au Tour d'Italie 2009 et de nouveau au Tour d'Espagne 2009.
Il commence la saison 2010 en prenant la septième place du Tour Down Under. Il termine 15e de l'Amstel Gold Race, participe à son premier Tour de France et est 19e au Grand Prix cycliste de Montréal. En 2011, il prend la deuxième place du championnat de Russie sur route, derrière son coéquipier Pavel Brutt. Il participe au Tour d'Italie 2011 et au Tour d'Espagne 2011. En 2012, il participe au Tour Down Under où il prend la dixième place de la cinquième étape et du classement général.
Le 14 janvier 2016, il subit un contrôle antidopage hors compétition positif au meldonium, substance figurant sur la liste des produits interdits de l'Agence mondiale antidopage depuis le 1er janvier 2016. Il est provisoirement suspendu par son équipe, en attendant l'analyse de l'échantillon B. Il est autorisé à reprendre la compétition en mai, bénéficiant d'une amnistie, car le meldonium avait été récemment ajouté à la liste des substances interdites au moment du contrôle positif. Il prend ainsi le départ du championnat de Russie sur route au mois de juin en individuel. Il y prend la dixième place. À l'issue de cette saison, il signe un contrat en faveur de l'équipe continentale biélorusse Minsk CC,.

## Palmarès et classements mondiaux

### Palmarès
- 2002

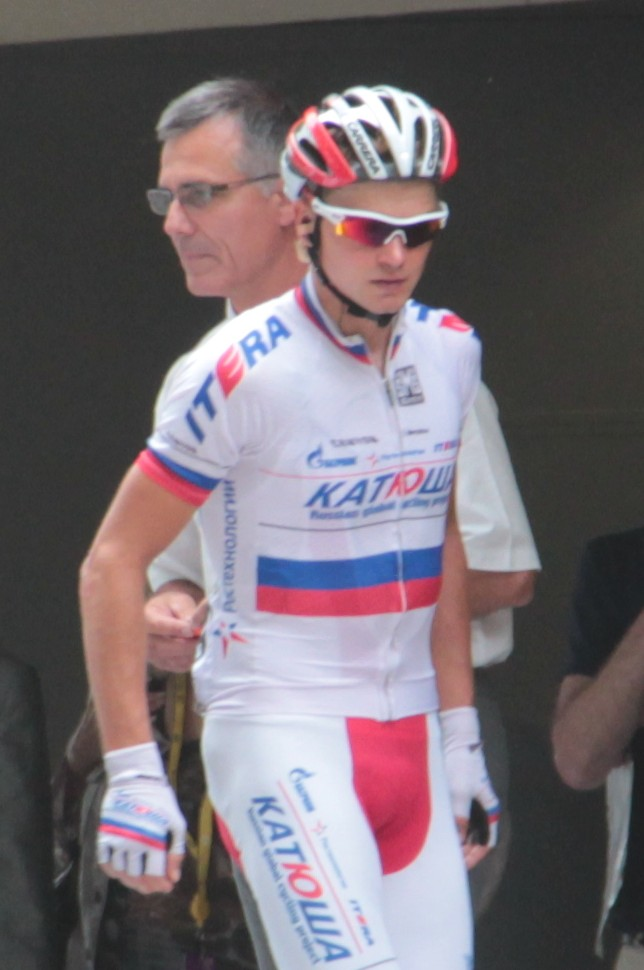
Vorganov avec le maillot de champion de Russie sur le Tour de France 2012.

  - Friendship People North-Caucasus Stage Race
- 2004
  - Circuit des Ardennes :
    - Classement général
    - 4e étape

  - Mémorial Oleg Dyachenko
- 2005
  - Classement général des Cinq anneaux de Moscou
  - 3e du Mémorial Oleg Dyachenko
  - 3e du Tour de Slovaquie
- 2006
  - 3e de la Mayor Cup
- 2007
  - Clásica de Almería[5]
- 2010
  - 7e du Tour Down Under
- 2011
  - 2e du championnat de Russie sur route
- 2012
  -  Champion de Russie sur route
  - 10e du Tour Down Under
- 2015
  - 1re étape du Tour d'Autriche[n 3] (contre-la-montre par équipes)
- 2017
  - 2e du Tour de Mersin
  - 3e du Tour d'Ankara
- 2018
  - Tour de Mersin : 
    - Classement général
    - 3e étape

  - 2e du Mémorial Henryk Łasak

### Résultats sur les grands tours

#### Tour de France
3 participations
- 2010 : 79e
- 2012 : 19e
- 2013 : 48e

#### Tour d'Italie
3 participations
- 2009 : 19e[6],[n 4]
- 2011 : 37e
- 2014 : 55e

#### Tour d'Espagne
6 participations
- 2007 : 70e
- 2008 : 60e
- 2009 : 26e
- 2011 : 43e
- 2014 : 46e
- 2015 : 39e

### Classements mondiaux
| Année                  | 2005 | 2006 | 2007 | 2008 | 2009 | 2010 | 2011 | 2012 | 2013 | 2014 | 2015 |
| ---------------------- | ---- | ---- | ---- | ---- | ---- | ---- | ---- | ---- | ---- | ---- | ---- |
| Calendrier mondial UCI |      |      |      |      |      | 112e |      |      |      |      |      |
| UCI World Tour         |      |      |      |      |      |      |      | 156e | nc   | nc   | nc   |
| UCI Asia Tour          | 103e | 97e  |      |      |      |      |      |      |      |      |      |
| UCI Europe Tour        | 92e  | 118e | 220e | 488e | 975e |      |      |      |      |      |      |